# Toxocarpus merrillii
Toxocarpus merrillii är en oleanderväxtart som beskrevs av Rudolf Schlechter. Toxocarpus merrillii ingår i släktet Toxocarpus och familjen oleanderväxter. Inga underarter finns listade i Catalogue of Life.